# Badminton
För andra betydelser, se Badminton (olika betydelser).
Badminton är en bollsport som spelas inomhus (eller utomhus som motionsspel) mellan två eller fyra spelare på särskilda banor som delas med ett nät. Vid spelet slås en fjäderboll med hjälp av en badmintonracket som volleyslag över nätet mellan spelarna. Poäng utdelas när någon av spelarna missar sitt slag eller slår ut bollen utanför spelplanen. Den moderna formen av badminton uppstod i Indien på 1860-talet, där den kallades poona.
Badmintonsporten är populär och spridd över hela världen. Den kan utövas på motionsnivå och spelas då på deltagarnas egna villkor. Som tävlingsidrott på elitnivå ställer den stora krav på utövaren i form av smidighet, explosivitet, snabbhet, teknik, taktisk förmåga och spelförståelse.

## Spelet

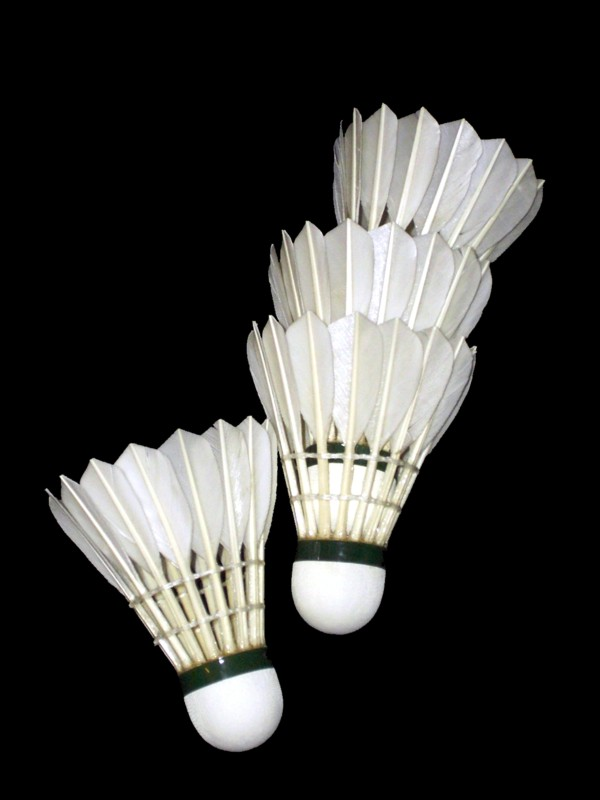
Naturfjäderbollar för tävlingsspel.

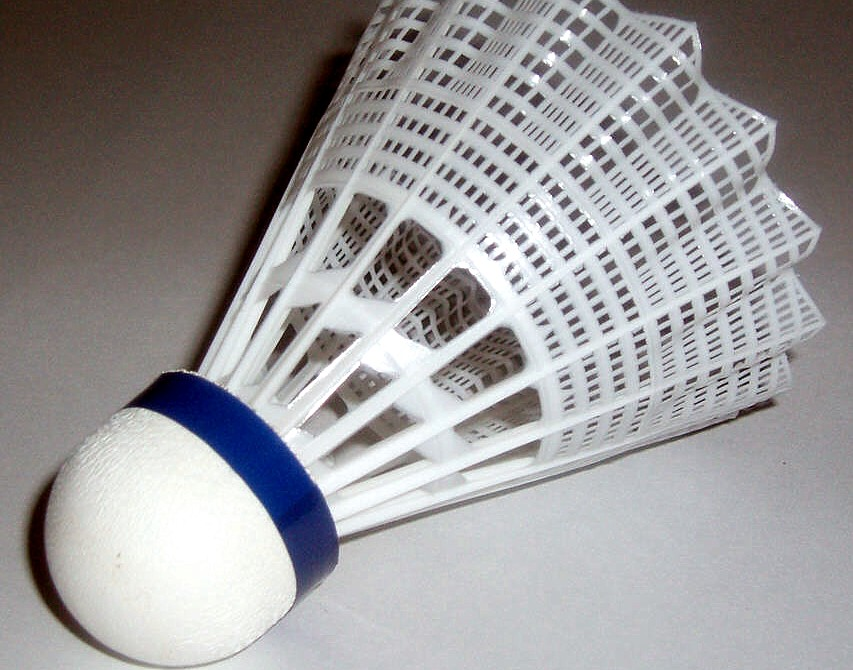
Plastboll för motionsspel.

Reglerna för badmintonspelet, fastställda av Badminton World Federation i juni 2016, finns publicerade på svenska på Svenska Badmintonförbundets hemsida. Nedan följer översiktligt beskrivning av utrustning, spelprinciper och bana utgående från regelverket.
Badminton spelas mellan två eller fyra spelare inomhus på en uppmätt bana som delas av ett nät. Vid spelet slås en fjäderboll med 16 fjädrar (vikt cirka 5 gram) med hjälp av en badmintonracket (normalt väger det mellan 70 och 95 gram) fram och tillbaka över nätet. Bollen slås enbart med volleyslag över nätet, vilket innebär att den vid slagväxlingen hela tiden skall befinna sig i luften. Den spelare vinner poängen som spelar bollen på ett sådant sätt att motståndaren missar bollen eller inte kan göra en regelrätt retur. Förutsättningen för poängtilldelning är att bollen hamnar på golvet på motståndarens banhalva eller att denne slår bollen i nät eller utanför banans begränsningslinjer.  Sedan 2006 gäller regeln att tävlingsmatcher skall spelas i bäst av tre set. Varje set spelas om först till 21 vunna bollar (poäng), med kravet om minst två bollars ledning ända fram till 30 poäng då den regeln inte längre spelar någon roll (först till 30 vinner alltså även om man inte leder med två poäng).

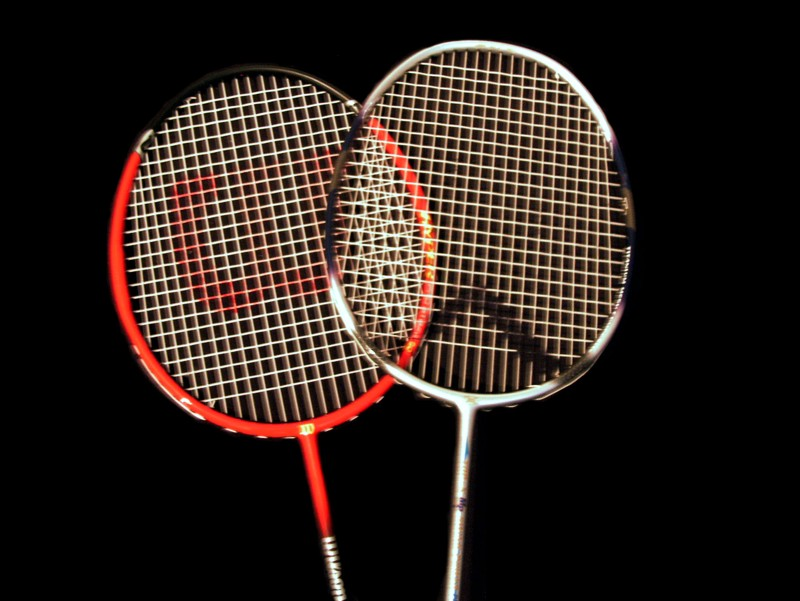
Badmintonracketar.

Fjäderbollen har unika aerodynamiska egenskaper, vilket ger spelet en speciell karaktär som skiljer det från andra racketsporter. Vid bollträffen får den lätta bollen hög fart, för att sedan mycket snabbt bromsas av luften. Fjäderkransen stabiliserar bollbanan och får den att alltid vända huvudet i färdriktningen. Tävlingsspel försiggår alltid inomhus, eftersom den lätta fjäderförsedda bollen lätt påverkas i sin flykt även av lätta vindar. Motionsspel kan däremot utövas utomhus, då ofta utan nät.
Elitspelet är till sin karaktär mycket snabbt och ställer stora krav på teknik och uthållighet. I slagdueller har bollhastigheter på över 300 km/h uppmätts, vilket gör spelet till en av de snabbaste bollsporterna. Det officiella rekordet under match är på 540 km/h.

### Spelvarianter och poängräkning
Det finns tre varianter av badminton: singel (enkelspel för herrar eller damer), dubbel och mixed (dubbel eller singel, det senare vid motionsspel). I singel möts två spelare som står på var sin sida av nätet. I dubbel möts två spelarpar om vardera två personer av samma kön (vid mixed olika kön).
Badminton spelas i matcher om bäst av tre (3) set oavsett spelvariant. Det innebär att en match kan vinnas med setsiffrorna 2-0 eller 2-1. Seten avgörs normalt som först till 21 vunna poäng. Om båda spelarna/paren nått 20 poäng, fortsätter spelet tills någon av spelarna fått två poängs övertag eller först kommer till 30. Ett set kan därför vinnas med siffrorna 30-29. Oavsett vem som servat, får den som vinner bollen poäng. Varje vunnen boll ger en poäng. Detta poängsystem började gälla från säsongen 2006. Dessförinnan spelade man varje set till 11 poäng (damer) eller 15 poäng (herrar). Poäng tilldelades bara servaren om denne vann bollen.
Eftersom badminton härstammar från det kolonialtiden så är det feodala räknesättet anammat. Där rankas spelarena efter avslutad turnering enligt följande: Vinnare A-final, Förlorare A-final, Vinnare B-final, Förlorare B-final.
Under säsongen 14/15 bestämde BWF att ett nytt räknesätt skulle testas i utvalda tävlingar. Det nya räknesättet kommer att spelas till elva utan förlängning bäst av fem set. En av de stora anledningarna till prövningen är att BWF vill göra det mer intressant för publiken. De menade att det gamla räknesättet gjorde att matcherna blev långdragna och ointressanta fram till setens slut. Nu skulle matcherna bli kortare, men framförallt utan förlängning.

### Serve

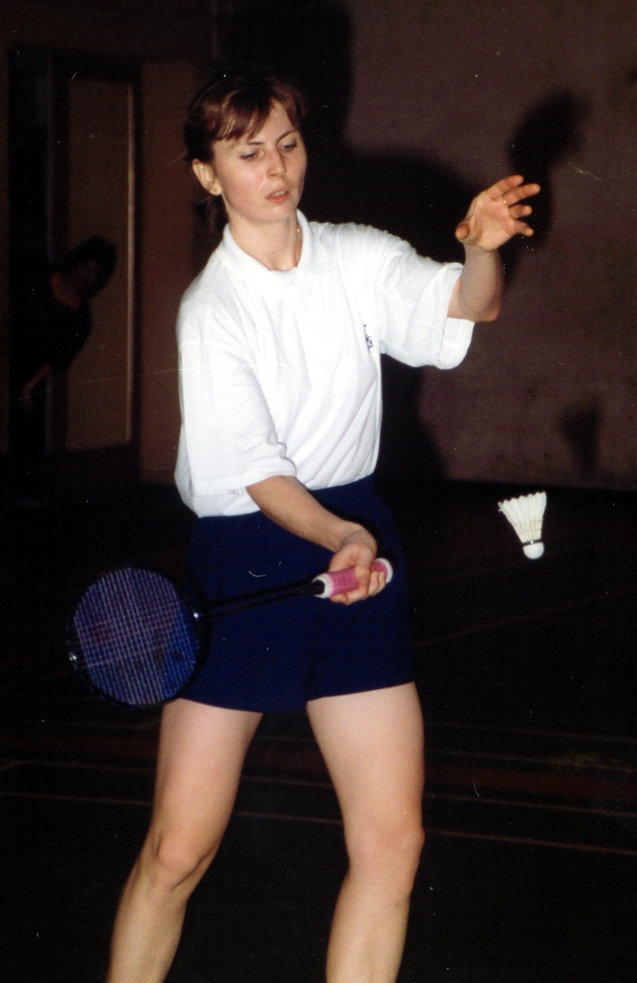
Den tjeckiska badmintonspelaren Ludmila Bášová vid serven. Bild:René Born.

Varje boll sätts i spel genom en serve som skall slås enligt särskilda regler. Matcherna inleds med en slantsingling (motsvarande) om vem som börjar serva. Bollen måste i serveögonblicket träffas med racketen klart under servarens nedersta revben. Bollen måste passera över nätet och på motståndarens sida nå bortom den främre servelinjen i korrekt ruta.
Vid singelspel, när servaren har jämnt antal poäng (0, 2, 4, 6, …, 28) skall han stå i sin högra serveruta och slå serven diagonalt till motståndarens högra ruta. Vid ojämnt antal poäng skall han serva diagonalt från vänster ruta.
Vid dubbelspel gäller samma regler för serve som vid singelspel. Det är bara servare och mottagare som behöver stå i sina respektive serverutor när bollen sätts i spel. Medspelarna får vara placerade var som helst på respektive banhalva, men får inte skymma eller hindra motståndarna.
Den spelare som vunnit den senaste poängen servar för spel om nästa poäng.

### Bana

Badmintonbanans mått.

Badminton spelas på en bana med fastlagda mått som på mitten delas av ett nät. Nätstolparna (1,55 m långa) skall förbli lodräta när nätet är sträckt. Nätets överkant ska befinna sig på 1,524 m höjd över banan i dess mitt. Varje banhalva har längden 6,7 m och bredden 5,11 m (singelspel) eller 6,10 m (dubbelspel). Detta innebär att banan för singelspel begränsas av de inre linjerna på långsidorna och den yttre på kortsidan. För dubbelspel gäller de yttre linjerna på långsidorna. Varje banhalva har två markerade serverutor som begränsas av en mittlinje och en främre och bakre servelinje. Rutornas längd är 3,96 m (för dubbelspel) eller 4,72 m (för singelspel)
Olika golvtyper finns för inomhusspel. Golvet skall vara elastiskt och stötdämpande för att minimera skaderisker. PVC-mattor  eller mattor av gummi är lämpade som underlag för badmintonspel liksom lamellerade trägolv (parkettgolv) som används i många spelhallar.

## Organisation och turneringsverksamhet
Badmintonsporten är spridd över hela världen med över 14 miljoner organiserade utövare från 160 nationer. I Sverige organiseras badminton av Svenska Badmintonförbundet.

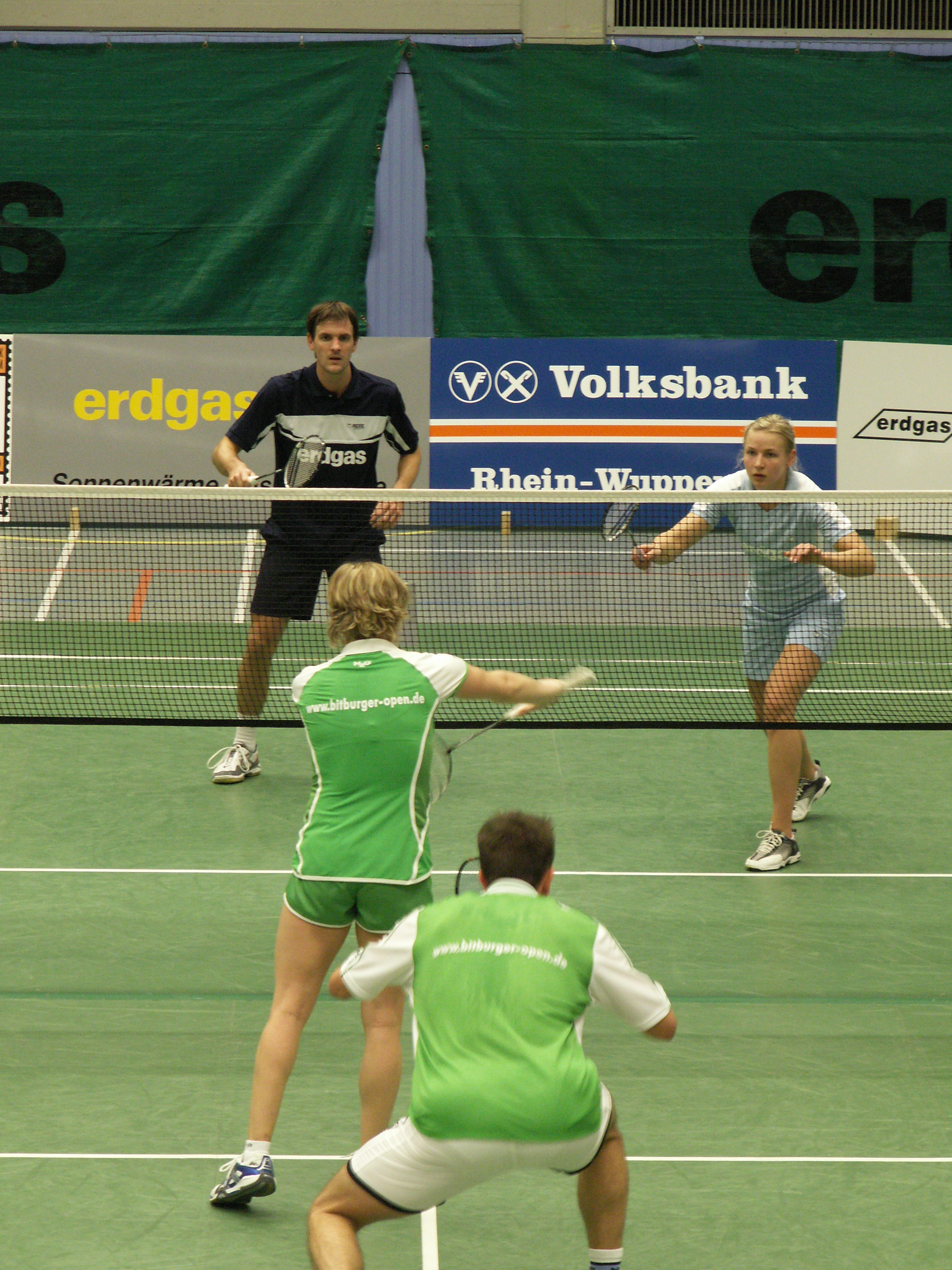
Mixed dubbel.

### Badminton World Federation, BWF
International Badminton Federation, IBF, bildades 1934 och hade 2011 158 nationsförbund. 2006 bytte organisationen namn till Badminton World Federation (BWF). Organisationen svarar bland annat för de större turneringarna inom sporten. Den stödjer också badmintonsport som utövas av rörelsehindrade personer, (Parabadminton) som fram till mitten av 2011 organiseras av ett särskilt parabadmintonförbund. Ansträngningar pågår att få parabadminton med i Paralympics-programmet.
BWF:s huvudkontor är beläget i Kuala Lumpur, Malaysia. Det har också ett kontor i Lausanne, Schweiz.

### Internationella turneringar
För badmintonspelare på professionell elitnivå organiseras ett stort antal turneringar över hela världen. De BWF-sanktionerade turneringarna indelas i 8 nivåer där rankingpoäng delas ut till deltagarna beroende på turneringens nivå och spelarens slutplacering. Seger i världsmästerskap och olympiska turneringen i högsta nivån ger flest rankingpoäng, medan exempelvis seger i europamästerskap på fjärde nivån ger lägre rankingspoäng. Också lagturneringarna ger utdelning i form av rankingpoäng.
- Badminton vid olympiska sommarspelen spelas sedan 1992. Klassas som högsta turneringsnivå (BWF-turnering)
- All England Badminton Championship är en badmintonturnering som från 1994 spelas i Birmingham i England. Den spelades första gången 1890 i Wembley utanför London, där den spelades årligen fram till 1993. Turneringen räknades fram till 1977 som inofficiellt världsmästerskap.

- Officiella världsmästerskap organiseras sedan 1977 av BWF som spelades i Baltiska hallen i Malmö. Perioden 1977 till 1983 spelades turneringarna vart tredje år, mellan 1983 och 2005 vartannat år. Från 2005 spelas turneringarna varje år. Turneringarna är öppna för enskilda spelare och spelarpar (singel, dubbel, mixed dubbel). Klassas som högsta turneringsnivå (BWF-turnering).

- Thomas Cup är en turnering som sedan 1949 spelas mellan herrlandslag. Kan sägas motsvara tennisens Davis Cup.

- Uber Cup är en turnering som sedan 1957 spelas mellan damlandslag. Motsvarar tennisens Fed Cup.

- Sudirman Cup är en turnering som sedan 1989 spelas mellan könsmixade landslag. Motsvarar tennisens Hopman Cup.

- Europeiska mästerskap i badminton spelas jämna år. Klassas som fjärde turneringsnivå (Grand Prix Gold).

## Historia

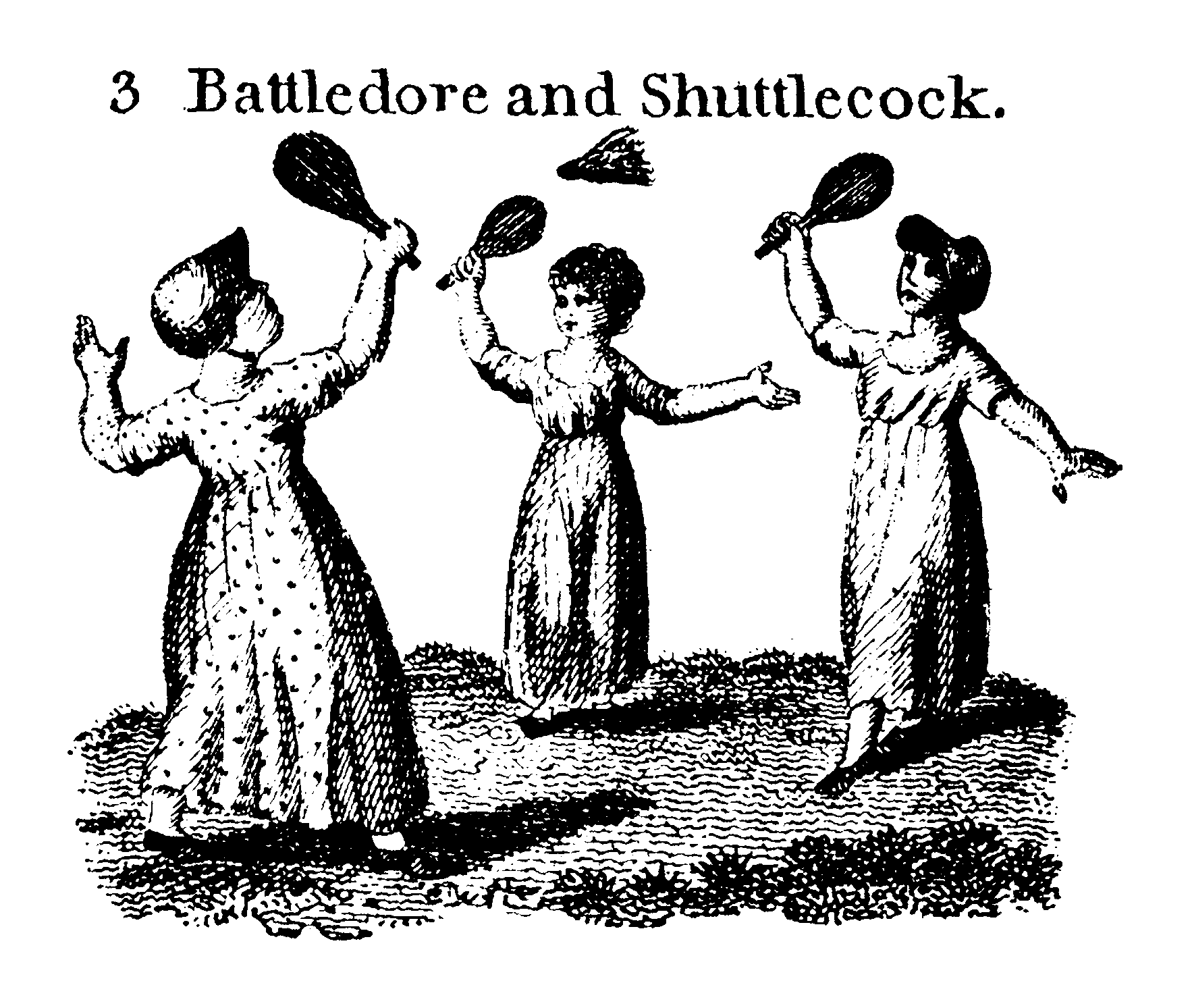
Battledore and Shuttlecock, illustration ur en brittisk tidskrift från 1804.

Ursprunget till dagens badmintonspel kan spåras mer än tvåtusen år tillbaka. I Kina spelades (och spelas fortfarande) ett spel, ti jian zi, som innebar att man med hjälp av fötterna utan att använda händerna eller slagträn skulle spela en fjäderförsedd boll mellan sig utan att denna fick beröra marken.  Under antiken spreds liknande spel, oftast spelade med händerna med eller utan slagträn, i flera länder i Asien (Japan, Kina, Indien) med möjligt ursprung i Grekland. Under de följande seklerna fortsatte man att spela sådana spel ofta med användande av en fjäderförsedd liten boll. På 1500-talet blev spelet populärt i England och andra delar av Europa, framförallt som tidsfördriv för barn.  Det är i England känt som Battledore and Shuttlecock  (på franska Jeu de Volantis) och spelades mellan två eller flera personer som höll en fjäderboll (shuttlecock) i spel i luften mellan sig så länge som möjligt med hjälp av ett slagträ (battledore). Slagträna utvecklades så småningom till racketar med ramen av trä, där slagytan var klädd med pergament eller senare också strängar.  Fjäderbollen, som i sin design nära anslöt till dagens fjäderboll till badmintonspelet, var ofta tillverkad av kork med en krans av fjädrar instuckna.  1700-talskonstnären Jean-Baptiste-Siméon Chardin har i porträttet ”Ung flicka med en fjäderboll” i stor detalj avbildat både racket och fjäderboll.
Det moderna badmintonspelet har sitt ursprung i 1850-talets Indien, som då var en brittisk koloni. Engelska officerare stationerade i Indien, roade sig under ledighet med att utomhus spela Battledore and Shuttlecock som de modifierade med att spänna upp ett nät mellan spelarna. Det nya spelet blev särskilt populärt i garnisonsstaden Poona (numera Pune), vilket också spelet kom att kallas. Man använde omväxlande fjäderboll eller bollar gjorda av ull beroende på väderlek och vindförhållanden.
Fjäderbollvarianten av Poona togs av hemvändande officerare till England där det fortsatte att utvecklas. Det sägs ha blivit succé vid en fest hos Henry Charles FitzRoy Somerset, 8:e hertig av Beaufort. Hertigens egendom heter Badminton House och ligger i Gloucestershire. Namnet på sporten kan alltså härledas från "det spel som spelas på Badminton". De första reglerna utkom 1877, men reviderades 1887. Reglerna har reviderats också därefter, senast 2006, till ett enklare system än tidigare.
Fram till 1901 var badmintonbanan timglasformad, och fick därefter sin moderna form.
Till Sverige kom badminton omkring 1930 vid Danmark, Svenska Badmintonförbundet bildades 1936.

## Kända elitspelare i badminton
Herrsingel
- Kento Momota, Japan
- Lin Dan, Kina
- Bao Chun-Lai, Kina
- Lee Chong-Wei, Malaysia
- Chen Jin, Kina
- Chen Long, Kina
- Kenichi Tago, Japan
- Peter Gade, Danmark
- Hendrawan, Indonesien
- Jan O Jørgensen, Danmark
- Joachim Persson, Danmark
- Taufik Hidayat, Indonesien
- Viktor Axelsen, Danmark
- Yang Yang, Kina

Damsingel
- An Se-young, Korea
- Tai Tzu Ying, Taiwan
- P.V. Sindhu, Indien
- Yu Fei Chen, Kina
- Nozomi Okuhara, Japan
- Akane Yamaguchi, Japan
- Ratchanok Intanon, Thailand
- Carolina Marin, Spanien
- Michelle Li, Kanada
- Xie Xingfang, Kina
- Tine Rasmussen, Danmark
- Yihan Wang, Kina
- Susi Susanti, Indonesien

Herrdubbel
- Lars Paaske/Jonas Rasmussen, Danmark
- Markis Kido/Hendra Setiawan, Indonesien
- Cai Yun/Fu Haifeng, Kina

Damdubbel
- Yu Yang/Du Jing, Kina
- Yuki Fukushima/Sayaka Hirota, Japan
- Mayu Matsumoto/Wakana Nagahara, Japan
- So Hee Lee/Seung Chan Shin, Sydkorea

Mixeddubbel
- Zhang Nan/Zhao Yunlei, Kina
- Nova Widianto/Liliyana Natsir, Indonesien